# Sam & Dave
Sam & Dave var en Soul-duo fra USA, som var aktive fra 1961 til 1981. De er bedst kendte for sangene "Soul Man" og "Hold On, I'm Comin", men har udover disse bidraget med et større antal soul-klassikere.
Gruppen bestod af Sam Moore og Dave Prater.

## Diskografi
- Double dynamite (1966)
- Soul men (1967)
- I thank you (1968)